# Never Say Never (album Brandy)
Never Say Never è il secondo album in studio di Brandy, pubblicato per la Atlantic Records nel 1998.
L'album ha venduto globalmente oltre 16 milioni di copie, diventando uno degli album R&B più venduti della storia.

## Tracce
1. Intro
2. Angel in Disguise (L. Daniels, F. Jenkins III, R. Jerkins, T. Truman)
3. The Boy Is Mine (feat. Monica) (B. Norwood, R. Jerkins, F. Jerkins III)
4. Learn the Hard Way (B. Norwood, L. Daniels, F. Jenkins III, R. Jerkins)
5. Almost Doesn't Count (B. Norwood, S. Peiken, G. Roche)
6. Top of the World (feat. Ma$e) (B. Norwood, M. Betha)
7. U Don't Know Me (like U Used To) (Bryant, Davied, R. Jerkins, Phillips)
8. Never Say Never (B. Norwood, LaShawn Daniels, F. Jenkins III, R. Jerkins, J. Tejeda, R. Williams)
9. Truthfully (Harvey, Mason Jr., Marc Nelson)
10. Have You Ever? (D. Warren)
11. Put That On Everything (B. Norwood, L. Daniels, F. Jenkins III, R. Jerkins, J. Tejeda)
12. In the Car Interlude (B. Norwood, F. Jerkins, R. Jerkins, W. Norwood)
13. Happy (B. Norwood, L. Daniels, F. Jenkins III, R. Jerkins, J. Tejeda)
14. One Voice (Gordon Chambers, Phil Galdston)
15. Tomorrow (B. Norwood, R. Jerkins, F. Jerkins III, J. Tejeda, L. Daniels)
16. (Everything I Do) I Do It for You (B. Adams, Michael Kamen, R. Lange)

Tracce bonus
1. The Boy Is Mine (With Out Intro) (Japan Edition)
2. Have You Ever (Soul Skank Remix)
3. Top of the World (Boogie Soul Remix)